# 日泉舞香
日泉 舞華（ひいずみ まいか、1996年11月13日 - ）は、日本のAV女優。ビーダッシュプロモーション所属。2025年3月31日までプロダクションALIVEに所属し、新美かりん（にいみ かりん）と日泉舞香をメインに、複数の名義で活動していた。

## 略歴
2018年11月にデビューし、新美かりん（にいみ かりん）としてデビュー。AV OPEN 2018の素人部門に出演作「素人女子大生限定！パンティ素股でカチカチち●ぽがアソコに擦れて赤面発情!クロッチは恥ずかし汁まみれ！そのまま生で擦り合わせて、ヌルヌルワレメに結局つるんっと入って生中出し!!～AVOPEN2018特別編 撮り下ろし極上女子大生15名10時間」（2月1日、赤面女子）がエントリーし、素人部門3位獲得。
役作りのために地毛を金髪にして臨んだ2019年12月発売『法事で7年ぶりに再会した同級生たちに酔わされ輪●された金髪喪服ギャル』（SODクリエイト）がスマッシュヒット。
2020年12月、FRIDAY「共演して驚いた!人気男優も認める『プレイがすごい』女優 ベスト10!」ピエール剣編で3位。
2025年2月11日、日泉及びプロダクションALIVEのSNSにおいて3月末での事務所退所が発表された。引退はしない。
同年4月14日、ビーダッシュプロモーションへの所属、日泉舞華への改名を発表。

## 人物
- 趣味・特技は、映画鑑賞、料理[1]。
- デビューのきっかけは、引っ越し資金を得るために最初撮影会モデルを目指したが、性格のことも考慮してAV女優になる[8]。初体験は15から16歳頃同級生と[8]。性に対して積極的ではなかったが、別れた彼氏の影響でM気質が開花したかもしれないとのこと[8]。
- AV女優としての有名欲はないが、仕事自体は好きなのでマイペースでずっと続けていきたいと思っている[9]。2021年6月にはパブを広げてファンの声を聴いたことから「（有名欲は）正直少しある」と述べている[10][11]。
- プライベートでは舌ピアスをしており、2021年現在、喫煙者[12]。愛煙しているのはKOOLブースト8ミリ[13]。

## 作品
◇:日泉舞香 ☆:新美かりん

### アダルトDVD
- 1本限定発売 パパ・ママごめんね!実家に内緒でAVデビュー!! (11月13日、アイデアポケット)☆

- 仮たいとる:地下アイドルまいか (1月12日、First Star)◇
- 【初撮り】制服ぎゃるの初めての複数Pに加担したり汚い精子ぶっかけたり私服デート後ハメて勝手に販売したりw (1月12日、マーキュリー)☆
- 顔出し解禁! マジックミラー便 大手企業に勤めるインテリOLさん 仕事中に人生初の公開オナニー編 vol.03 10人全員SEXスペシャル!「あなたの‘いつものオナニー’を見せてくれませんか?」人前なのにオナニーで興奮してしまったエリートオマ○コはデカチ○ポを挿れたくてたまらない!!in 銀座&新宿 (1月19日、ディープス)◇
- 【SEX回数1人・フェラ抜き本数200人以上・発射させた回数5000発以上】便利屋女子として同級生に利用されてきた貧乳女子大生は仏レベルのご奉仕ドM口便器マコトちゃんAVで悲願の3年ぶりのエッチ解禁!! (1月19日、キチックス/妄想族)※『まこと』名義
- ガチンコ幼馴染で童貞卒業!片思いの女子に告白できない惨めな童貞4名がかわいい幼馴染に恋愛相談!彼女の優しさにつけ込み、同情でHの練習にも付き合ってもらうことはできるのか!?うぶな幼馴染を包茎ち●ぽでイカセまくってそのまま生中出し! (1月25日、赤面女子)◇
- 駐車中の車の助手席にいる、すまし顔してスカートがめくれちゃってる無防備な女子校生があまりにも可愛くて… (1月27日、First Star)◇
- 素人女子大生限定!パンティ素股でカチカチち●ぽがアソコに擦れて赤面発情!クロッチは恥ずかし汁まみれ!そのまま生で擦り合わせて、ヌルヌルワレメに結局つるんっと入って生中出し!!～AVOPEN2018特別編 撮り下ろし極上女子大生15名10時間 (2月1日、赤面女子)◇ ※AV OPEN2018素人部門3位[2]
- 貧乳パイパン美少女 (2月12日、ケー・トライブ)◇
- 『愛し合う夫婦が残したいメモリアルヌードフォト』と題された雑誌の企画と妻を騙し、絶倫チ○ポ男と素肌密着偽撮影会で寝取られ検証!!旦那よりも若くてカチカチに反り返ったチ○ポがマ○コまで3cmに超接近して奥さん急激欲情!? 4 (2月15日、DOC PREMIUM)◇
- すぐ隣に彼氏がいるのに 登山帰りの山ガールがNTR野外テントSEX!?バレないようにコッソリ絶頂＆連続生中出し!! (2月22日、プレステージ)◇
- 超ガン見フェラ 4 (3月1日、SEX Agent/妄想族)☆
- フレッシュ人妻ノンフィクション絶頂ドキュメンタリー!! 夫しか経験のない超貞淑人妻 26歳 かりんさん (3月7日、マドンナ)☆
- ニーハイ女子○生が絶対領域太ももコキに興奮しちゃって… (3月29日、DOC)◇
- 【変態願望】中高一貫の女子校に通うむっつり女子は、びっくりするほどシャイで喉奥好きの超ドM体質。真っ白な身体を中年おじさんにむさぼられ紅潮させ、生まれて初めてのレズ体験、そして男女混合変態3Pへと… (4月11日、ひよこ)◇
- 仲良し2人組いじり比べ痴漢 友達の前で交互にイカされた女子○生 (4月25日、ナチュラルハイ)◇
- ロキノン系だったわたし達 (4月25日、バルタン)☆
- 威裸魔恥汚 僕のガリ貧乳ペット、今なら0円中出しし放題セール開催中! (5月19日、キチックス/妄想族)◇
- ご奉仕の着衣尻 (5月25日、アロマ企画)◇
- 最狂イラマチオ素人 (5月25日、えむっ娘ラボ)◇
- 激カワ華奢スレンダー☆エロ咀嚼音チューバ―ゆずち、AV進出するの巻。～生々しすぎるフェチ度満載☆ASMR動画でヌキまくってください～ (5月27日、First Star)◇
- 俺の可愛いツルペタ妹の処女を頂いて、中出し調教してみた。 (5月28日、ケー・トライブ)◇
- W貧乳異母姉妹ワイセツ動画。監督・父親/主演・2人の愛娘 (6月19日、ちぃぱいペチャ子/妄想族)◇
- 向かい部屋に住む優等生J○がまさかの喫煙!こっそり覗いていたら「何でもしますから誰にも言わないで」とやってきたので媚薬入りタバコでキメパコ (6月20日、DANDY)◇
- 垂れる鼻水の恥じらいで抵抗できず顔面汁まみれで羞恥イキさせられたマスク女子○生 (6月20日、ナチュラルハイ)◇
- 童貞で大きいお友達な僕が小さなソープ嬢に恋をして…(6月25日、ダスッ!)◇
- 絶対に手を出してはいけないひよこ女子に媚薬まみれの極悪チ○コで鬼イラマチオ。そして…その弐 (7月11日、ひよこ)◇
- こんな野外で?!顔射後も止めない突然の笑顔しゃぶりで連続2回おねだり女子○生5 (7月11日、ナチュラルハイ)◇
- 胸の谷間に顔埋めてもみもみパフパフしたりおっぱいチューチュー吸いながら雑巾絞りオイル手こきで昇天する (7月13日、アロマ企画)◇
- ピチピチの太腿が中年おやじのザーメン搾り取る年の差20歳の腿こき (7月13日、アロマ企画)◇
- 素人ヘアヌード大図鑑～地方出身女子大生編 (7月26日、S級素人)◇
- もてあそび (7月26日、宇宙企画)◇
- 美少女のスケベな素顔丸出しハメ撮りSEX!エッチが気持ち良すぎてエロ顔晒して乱れまくり! (8月1日、S-Cute)☆
- 私は決して救われない…。緊縛調教中出しされる制服美少女〜失われた声と心の在り処〜 (8月13日、無垢)☆
- ナチュラルハイ20周年記念作品 夜行バスで声も出せずイカされた隙に生ハメされた女はスローピストンの痺れる快感に理性を失い中出しも拒めない女子○生限定3 発情ディープキスSP＆発情騎乗位SP完全撮り下ろし総勢8名 2枚組8時間 (8月22日、ナチュラルハイ)◇
- 肛門検査～ヒダ一本まで高解像度でじっくりと鑑賞する尻穴～ (8月25日、SEX Agent/妄想族)☆
- 喉奥鬼調教 (8月25日、豊彦) ※『鶴馬さとみ』名義
- 絶対に手を出してはいけない上司の娘にオトナの悪戯 無垢で素直な女の子を毎日イカせ続けたら自ら中出しセックスを求めるほどのびっちおま○こに成長した (9月7日、ディープス)◇
- 大学生の友達同士がHなコスプレに着替えて一泊二日お泊りドキュメント!ムラムラを抑えきれない二人は、誰にも内緒で禁断のゴム無しSEXしてしまうのか? (10月11日、赤面女子)◇
- 欲にまみれた制服少女は、大人たちに犯●れ中毒 まい (10月24日、SODクリエイト)◇
- クラブでナンパしたちっぱいビッチな女子大生との酩酊セックス (10月25日、SEX Agent/妄想族)☆
- 全弾ごっくん連続フェラチオ (10月25日、SEX Agent/妄想族)☆
- 終わらない杭打ちピストンフェラチオ～我慢しないでイキまくった結果死ぬほど連射した～ (10月25日、SEX Agent/妄想族)☆
- 法事で7年ぶりに再会した同級生たちに酔わされ輪●された金髪喪服ギャル (12月12日、SODクリエイト)◇[3]
- マゾ超敏感達磨便女 (12月25日、豊彦) ※『鶴馬さとみ』名義
- 「全身から体液を漏らし続けたらどうなるか?」を検証した結果、汁どろどろ涎だらだら汗びちょびちょ全身大洪水SEX (12月27日、SODクリエイト)※『椎名美優』名義

- 田舎の地味カワイイひよこJ○にレズの誘い。未成熟な身体は同性の快感に目覚め、さらに・・狼おじさんとの変態混合3Pで何度も犯●れて… (1月9日、ひよこ)◇
- 女子社員に鬼イラマ・大量潮吹きの上下責めで強制的に体内の水分を放出したら、失神するほど激イキしてしまうのか!?SOD性科学ラボ REPORT12 (2月6日、SODクリエイト)※『椎名美優』名義
- 痴漢で感度が上がった文系女子をその後、自宅でじっくり何度も中出しでイキ堕とす (2月25日、本中)☆
- 美少女喉奥魔調教 (2月25日、豊彦) ※『鶴馬さとみ』名義
- おじさん大好きなショートカットの女の子。見た目は地味なのに敏感過ぎてキツマン深イキッ! ビクビク痙攣 (4月13日、無垢)☆
- 痴漢を断れず濡れてしまう敏感女子○生を何度もつま先立ちバックでイカせまくる (4月23日、DANDY)◇
- 痴漢泣き寝入り娘3 拒絶しながらも半泣きイキしまくる小柄女子○生 (4月23日、ナチュラルハイ)◇
- 素人ヘアヌード大図鑑～有名大学女子大生編 (5月15日、S級素人)◇
- 朝、目が覚めると見知らぬ女。酔っ払って自宅に連れ込んだ女と朝から晩までヤリまくり性交。 黒髪清純系ビッチ まいか (5月22日、クリスタル映像)◇
- 貧乳パイパン美少女10人連続セックス 8時間2枚組 (6月9日、ケー・ドライブ)◇
- ツルマン女子●生6人の抜き挿しバッチリSEX5時間 (6月12日、宇宙企画)◇
- 姉に恋した私 日泉舞香レズ解禁 (8月27日、アイエナジー)◇
- 性帝サウザー 001 りん～超絶うぶっ子 ドMバンギャ～ (8月28日、TMA)◇
- 【続・変態願望】中高一貫女子校に通うシャイで喉奥好き女子は、変態おじさんになし崩しでアナルをいじられ、生まれて初めてのアナルSEXで…3穴イラマチオ! (9月10日、ひよこ)◇[14]
- 巨乳娘のクリトリスの形までハッキリわかる!ノーモザイク連続絶頂パンツ越しオナニー2 (9月24日、アイエナジー)☆
- 美少女 鬼イラマチオ 喉マ○コ中出し (9月24日、アイエナジー)☆
- 俺のNTR属性が彼女にバレて、誕生日に俺が喜ぶと思ったのか、見知らぬおっさんと寝取られ中出しセックスしてる動画を見せられた (10月7日、かぐや姫Pt/妄想族)◇
- 素人女子大生ガチナンパ!うぶな美少女に生まれて初めての女性向け風俗体験してもらいました! 3 禁止の本番までしちゃった素人娘＆イケメン4組 (10月23日、赤面女子)◇
- 「教え子の童貞卒業させてもらえませんか?」教育実習の先生が、童貞生徒を優しく筆おろし 禁断の中出し性教育!! (11月13日、赤面女子)◇
- 素人娘の全裸図鑑 14 今時の女の子13名が恥らいながら脱衣していく様子をじっくり撮影した、変態紳士のためのヘアヌードコレクション (11月19日、かぐや姫Pt/妄想族)◇
- クールで人見知りな女の子 モジモジしまくる無口な彼女がじっくり快楽漬けにされて、巨根でメス顔イキしちゃった! (11月25日、ブロッコリー/妄想族)◇
- 媚薬イラマチオ エビ反り絶頂エステ（12月19日、Hunter）◇
- 「お兄ちゃんがお前のこと1番わかってるからな!」大嫌いな兄に乳首をイジられ続け、逆らえずにヨダレを垂らしてイキ狂う妹に逃げ場などない… (12月19日、Hunter)◇

- おま●この形状まるわかり！薄いパンツの上からマン汁ぬるぬる透けオナニー 5 (1月7日、かぐや姫Pt/妄想族)◇
- ひよこメモリーズvol.3～ひよこ2周年!上半期20作品。ひよこ女子総勢28名出演。さらに【完全撮りおろし】松本いちかの密着・いちゃいちゃ・極上ガチ筆おろし!～こんなにいちゃいちゃされたら好きなってまうやろーー!～ (1月8日、ひよこ)◇
- 高学歴な女子大生が初めてのオナニー鑑賞!ほぼゼロ距離でのASMR的シコシコ音とビンビン肉棒に赤面するも、先っぽから溢れる我慢汁の匂いで膣キュン! (1月15日、赤面女子)◇
- 義父が大好きすぎる女子校生が母の眼を盗んでパンチラ誘惑!中出しを求めて何度も生ハメ!! (1月21日、アイエナジー)◇
- 勃起乳首調教オナニー (2月1日、ゑびすさん/妄想族)◇
- 苦手な上司から毎日乳首ハラスメントされ続け嫌々ながらも敏感早漏体質になってしまい、乳首でイキまくる地方局新人女子アナアンサー 日泉舞香 (2月1日、LUNATICS)◇
- 【個撮】どこでもフェラ11人 (2月7日、かぐや姫Pt/妄想族)◇
- どこでもおしっこ! 素人娘の大放尿35人 スロー再生でじっくり鑑賞できるマニア向け映像 4 (2月7日、かぐや姫Pt/妄想族)◇
- 現代肉欲劇場 パパ大好き… (2月13日、FAプロ)◇
- 大量媚薬オイル塗り込みにゅるにゅる絶頂性感レズエステ (2月19日、ゑびすさん/妄想族)◇
- 超勃起、つねりイキ乳首舐めレズ (3月1日、ゑびすさん/妄想族)◇
- 『お兄ちゃん…わたしオッパイ感じるようになっちゃった…』妹の胸を幼い頃から揉み続け弄りまわしていた結果…。小さい頃からとにかく可愛らしく… (3月7日、Hunter)◇
- 対戦相手は巨根AV男優!?罰ゲームは即ハメ生中出し!かわいすぎるシロウト女子大生が必死にイキ耐える 凄いテク我慢ゲームにチャレンジ!2 (3月11日、アイエナジー)◇
- 私立の女子校でずっと温室育ちの娘さんが挑戦!? ラップ1枚隔ててパパの欲望チ○ポに欲情し素股体験させちゃいました♪ (3月25日、アイエナジー)◇
- えっちな女子校生の淫語かたりかけぐちゅぐちゅ連続絶頂指オナニー2(3月25日、アイエナジー)◇
- オマ●コくぱぁ～観察・ぬちゅぬちゅマン汁を舐め味わいクリに塗りたくる指入れオナニー (4月1日、ゑびすさん/妄想族)◇
- ゾウさんパンツでフェラ12人 ブリーフの先っちょからチ●ポを引っ張り出して喉奥でグポグポする気持ちいいフェラチオ 3 (4月7日、かぐや姫Pt/妄想族)◇
- 美少女優等生 放課後変態黒パンスト倶楽部 日泉舞香 (4月1日、OFFICE K’S)◇
- 肛則違反 日泉舞香（4月13日、ダスッ!）◇
- 放課後悶絶イラマ喉奥解放(4月19日、Hunter)◇
- 「ヤレるノート」2 そのノートにヤリたい女子の名前と生年月日を書きさえすれば絶対にヤレるという夢のノートが存在した!(4月19日、Hunter)◇
- えっちな女子校生の淫語かたりかけぐちゅぐちゅ連続絶頂ブルマオナニー6(4月22日、アイエナジー)◇
- 日泉舞香 濡れてテカってピッタリ密着 神スク水 可愛い女子のスクール水着姿をじっとりと堪能!着替え盗撮から始まり貧乳から巨乳にパイパン、ハミ毛、ジョリワキ等のフェチ接写やローションソーププレイやスク水ぶっかけ等を完全着衣で楽しむAV(5月7日、親父の個撮)◇
- 【主観淫語接吻】バーチャルレズベロキス(5月19日、ゑびすさん/妄想族)◇
- 完全主観 地味で真面目な会社の同僚が媚薬漬けに… 日泉舞香(6月4日、プレステージ)
- セーラー服美少女と完全主観従順性交 Vol.004(6月13日、BAZOOKA)◇
- アナルのシワの数までハッキリわかる! ノーモザイク連続絶頂アナル見せオナニー2(6月24日、アイエナジー)◇
- 制服J○中出し個撮 2 優等生×パイパン×帰国子女 全員ガチイキ連続射精! (6月25日、クリスタル映像)◇
- 喉奥で濡れるドM美少女女子校生…いちゃラマ（いちゃいちゃイラマチオ）SEX笑顔で精子ごっくん(7月8日、ひよこ)◇
- 進学したければ俺の喉ボコイラマを受け入れろ。-イラマチオ奴隷いいなり制服美少女- 日泉舞香(7月13日、ムーディーズ)◇
- 病みカワ系アイドル ラブホ密会映像 本能を曝け出す生々しいコスプレ×オフパコ中出し 日泉舞香(7月13日、無垢)◇
- 最愛の推しアイドルと排卵日に生中出し枕営業。Vol.001(7月13日、BAZOOKA)◇
- 鼻舐め・口臭嗅がせレズヘルス～女性の口臭・唾液臭を堪能しながら手マンサービス（7月19日、ゑびすさん/妄想族）※オムニバス
- 留学黒人NTR 異国文化を学びにきたデカチン。 日泉舞香（11月9日、ダスッ！）
- 受験勉強に勤しむ女子校生が呼吸を荒げて繰り返しイキ果てる媚薬漬け個別指導 日泉舞香（11月9日、レアルワークス）
- 被虐の少女 折●喉便器 日泉舞香（11月16日、ドグマ）
- 肛門をもっと開発して欲しい。苦痛を全て快楽に変えたい。 アナルカミングアウト 本当の私を見てください。 三穴を差し出し限界を超えた快楽に浸る。AV女優日泉舞香の性癖告白ドキュメント（11月23日、えむっ娘ラボ）
- 文系美少女だって黒人さんとヤリたい！内気で大人しい女の子が黒マラで潮吹きアクメ 日泉舞香（11月27日、シャーク）
- 日泉舞香 先輩に預かってほしいと頼まれたペットはイラマ好きのM女…。ビールとわかめおにぎりも好き…無口な舞香と無口なボクの一泊二日の同居性活（12月14日、クリスタル映像）

- 大人を舐め腐ったクソ生意気な口を黙らせるメスガキわからせ鷲掴みイラマチオ	白川ゆず 日泉舞香（1月4日、ムーディーズ）
- 蒸れパンストソックス足指舐め 脚フェチレズ（1月4日、ゑびすさん/妄想族）
- 恋の罪 湯けむり48時間ペット調教ごっくん旅 まいか（1月17日、	たんぽぽ/妄想族）
- 御社の女子社員が出した損害はアナルぽっかり3穴アダルト配信で補填して頂きます。 日泉舞香（3月15日、ムーディーズ）
- イジメの標的にされがちな幸薄系つるぺた地味っ子J系は露出好き。放課後のセルフ露出を覗かれてしまい、全裸冒険の羞恥指令から逃れられず、「次の命令をください」と、マゾ覚醒…。日泉舞香（3月15日、山と空/妄想族）
- 家出してきた姪。オジサン、私にお仕置きをしてください……。 日泉舞香（4月19日、ILLEGAL＜イリーガル＞/妄想族）
- 精飲、ズタボロぴえん少女。～ 不幸の星に生まれたドM少女のイラマごっくん物語 ～ 日泉舞香（4月19日、ドグマ）
- 洗脳飼育 日泉舞香（4月21日、Materiall）
- アソコに直穿きスポウェア女子 性欲強め女子たちのムラムラエクササイズが始まる！（4月23日、オイスター海運）
- 全裸メンズエステ 中目黒店（4月26日、SEX Agent/妄想族）
- 「ここから出して…」 知らないホテルに拉致されたコスプレイヤー 調教監禁 日泉舞香（5月17日、無垢）
- バーチャルディープベロキス（7月30日、ゑびすさん/妄想族）
- いじめられっ子の女子校生とイラマ大好き鬼畜先生の口内暴力～射精（だ）されたザーメン全部ごっくん計7発～ 日泉舞香（8月16日、ドグマ）
- 【4K】ばちぼこちゃん。スレンダーパイパン潮吹き女子大生 まいか「恥ずかしいけど…セックス好きなんだもん」陰キャ系舌ピドMギャルを足腰立たなくなるくらいまでイカセまくってやりました！ 日泉舞香（8月23日、クリスタル映像）
- 「アイツの再婚目的は連れ子の私の肛門でした」 新しい父親に未成熟アナルを開発され続けた母帰省中の3日間 日泉舞香（9月6日、ムーディーズ）
- 超密着ドキュメンタリー 引きこもり自立支援センター 日泉舞香（9月13日、レアルワークス）
- パパ活で知り合った貧乳ビッチにネコババされたので、媚薬漬けにしました。 日泉舞香（11月22日、	ダスッ！）

- レ●プのたびに催●術で記憶を消され知らぬ間にカラダだけが淫らに仕上がっていく優等生J●ちゃん 日泉舞香（3月14日、アリスJAPAN）
- コスプレ緊縛撮影でマゾ開発。 緊縛性奴●に堕ちたコスプレ美少女 日泉舞香（3月21日、無垢）
- 地雷系少女 串刺し拷問 日泉舞香（3月21日、ドグマ）
- 本格SMドキュメント クソマゾ病み系女子をプライベート調教（4月25日、グローリークエスト）
- 素行不良で僕の家に来ることになった姪っ子J系 ミニスカから覗く桃尻に我慢できず襲い掛かったら案外素直にヤラせてくれてそれ以来連日中出し！ 日泉舞香（5月9日、かぐや姫Pt/妄想族）
- 素人娘の全裸図鑑 30 今時の女の子12名が恥らいながら脱衣していく様子をじっくり撮影した、変態紳士のためのヘアヌードコレクション（5月16日、かぐや姫Pt/妄想族）
- 記憶を消されては繰り返し犯●れる…真夏の淫夢から抜け出せない女子●生 日泉舞香（6月16日、アリスJAPAN）
- ロリ顔純真美少女 露出乱交ザーメンまみれ淫女覚醒脳汁噴出ガチトリップ 日泉舞香（6月27日、AVS collector’s）
- 息子がこっそり匿っていた家出娘を息子にバレないようにやりまくった 日泉舞香（7月6日、ヒビノ）
- おじさんチ●ポイラマチオ中毒患者 Case1マイカさん（21） 日泉舞香（7月11日、レアルワークス）
- 叔父の近親チ●ポで性感開発されたJ系ちゃんは早漏彼氏じゃもう満足できない 日泉舞香（7月21日、アリスJAPAN）
- 角オナニー 擦り付けたら止まらない 7 11人（8月8日、かぐや姫Pt/妄想族）
- マスク女子の卑猥なフェラチオ素人娘 4 11人（8月22日、かぐや姫Pt/妄想族）
- メンヘラGirlと繋がりたい3月17日、渋谷某所限界セフレ舞香 日泉舞香（8月24日、FAVEMODE）
- 会員様限定！サブスク変態オープンサロン 日泉舞香（10月27日、h.m.p）
- 【個撮】どこでもフェラ 13 11人（12月19日、かぐや姫Pt/妄想族）
- 希望を胸にやってきた新人メイドを朝から晩まで種付け痙攣性処理調教 嫌悪しか感じない男に泣きたくなるほど犯されて… 日泉舞香（12月23日、クリスタル映像）

- 誰も助けてくれない ゲス野郎に狙われた冷酷無比中出しレ●プ 日泉舞香（1月16日、マキシング）
- 女子校生孕ませレイプ中出し20連発 日泉舞香（2月10日、レアルワークス）
- 生意気メスガキP活J●を余裕なくなるまで野外で徹底的に犯す（2月17日、うさぎ/妄想族）
- お姉さんの蒸れた足裏コッキング遊戯（5月1日、OFFICE K’S）
- 事務的塩対応なダウナー系OLさんをガンギマリにさせてオジサン汚チンポに媚び媚びご奉仕させるお話 01（5月11日、宇宙企画）
- 制服美少女フルヌード（8月20日、うさぎ/妄想族）
- 添い寝リフレ嬢に中出し 健全店を装い裏オプを仕掛けてくるリフレ嬢を中出し成敗! 日泉舞香（10月24日、アイエナRISING）
- 可愛い子限定!! めっちゃ気持ちがいいフェラチオ300分（12月3日、たんぽぽ/妄想族）

- こわれもの クズどもの性処理具 日泉舞香（1月18日、ドグマ）
- 平日昼顔妻の羞恥セックス 日泉舞香（2月13日、センターヴィレッジ）
- 異物挿入 ゴミ部屋に散乱した物を次々と挿入されて、何か入っていないと落ち着かなくなるほどマ〇コが仕上がった女子校生 日泉舞香（3月11日、REAL）
- 縛る　日泉舞香（4月15日、ドグマ）
- 拷問監禁 調教マゾドール 日泉舞華（6月17日、ドグマ）

### 配信特化・先行型ビデオ
- 応募素人、初AV撮影 55 まいか 20歳 大学生(12月17日、シロウトTV)
- マジ軟派、初撮。 1224 舞香 20歳 コスメショップ販売員(12月19日、ナンパTV)

- まい うぶっ子娘がSEXを許し、ゴム無し生挿入生中出し…(1月4日、俺の素人)
- NANA♪ちゃん(20) (2月8日、素人ホイホイZ)
- まい(19) 超恥ずかしがり屋だけど本当はチ○ポ好きな山ガール(2月15日、しろうとまんまん)
- ひなみ スレンダーな体系に魅力的なヒップラインの美尻女○校生!(3月15日、しろうとまんまん)
- NANA♪ちゃん 2 (5月6日、素人ホイホイZ)
- 舞香 黒髪地方むすめ #ちっぱい #つるマン #オタク(8月31日、俺の素人)
- ウブなあの娘を寝起きにハメ撮りしてみた／Karin(6月7日、S-Cute)
- ウブなパイパン娘にクンニ／Karin(7月9日、S-Cute)
- ほんわかあどけないフェラチオ／Karin(8月29日、S-Cute)

- 純朴な美少女がはにかみ濡れるセックス／Karin(1月5日、S-Cute)
- かりん 敏感チクビちゃん Hな娘。 #裏垢 #オフパコ #裏垢女子 #フェラ #テニスウェア #敏感 #手マン #パイパン #エロ垢 #かりん(1月25日、素人ムクムク)
- かりん 2nd ビックビクッ!ビクビクン…ッ❤(2月25日、素人ムクムク)
- 希 濡れすぎM女に中出し(4月1日、ION イイ女を寝取りたい)
- みゆ 恥ずかしがりや女学生バニー(6月4日、ION ミルキー倶楽部)
- かおり 中出し大量潮吹き(8月6日、ION ミルキー倶楽部)
- かげちゃん 絶滅危惧種級性格ヨシ子さん(9月2日、素人ホイホイPOWER)

- 【驚愕!沈黙の女神!膣震盪!膝が笑う失神KOノックダウン!】ド横からイラマで頬を凹ます悩ましい横顔!何度もぶっ刺し涙目で無抵抗に受け入れる!アヘ顔をカメラに晒して何度も悶絶!弓矢のように体を反らして膣イキ!イク!イク!もぉまともに立っていられない!ヒクヒク震わせて痙攣失神間近!呼吸困難?立ち眩み!全てを受け入れる真正ドM!心は開いてくれなかったけど、お股は開いてくれました!ヨダレ、体液、精液、マン汁、汗だく濃厚激ピス陥落制圧!【女子旅ナンパ#上京ちゃんが毎度おさわがせします#09まいかちゃん（22歳/大学生）の巻】(1月18日、FALENO TUBE)
- かげちゃん2 泣きべそかいて悲鳴をあげた(2月24日、素人ホイホイPOWER)

### アダルトVR
- 淫化睡眠強制和姦 (4月1日、CASANOVA)☆
- 透明感あふれるパイパンスレンダー!新美かりん初VR作品!! 本当はエッチが大好きなお嬢様がアナタに見られながら!アナタのチ○ポで!潮吹きまくり&イキまくり! (4月2日、MOODYZ VR)☆
- 妹と禁断のエロ展開 (7月5日、CASANOVA)☆
- 非主観・盗撮・透明人間目線 地下アイドル ラブホ密会VR (8月23日、変態紳士倶楽部VR)◇

- 「センパイの上に跨っただけで濡れてきちゃう…」～照れながら先輩を誘惑するズブヌレむっつり美少女～ (3月13日、CASANOVA)☆
- ボクは今日、日泉舞香とエッチする!つきあい始めて三ヶ月…未だその気になってくれない無口で恥ずかしがり屋な彼女と初エッチ! (5月21日、CRYSTAL VR)◇
- 物心ついたときから大好きだった幼馴染が結婚… 自暴自棄になり女子更衣室を盗撮するもバレて年下女子に説教… 「いい歳して情けないよぉ。人生いいこともあるよ?」同情慰め淫語で天使二人に童貞卒業させてもらった人生好転VR (7月27日、kawaii* VR)◇
- お前の妹生意気だな! DQN先輩に命じられ拘束妹と無理やり… (12月11日、ブイワンVR)◇

### イメージDVD
- ボクの教え子deシコって発射して下さい2 西野なな (2019年1月3日、渋谷プロモーション)※『西野なな』名義
- 新人18歳 発掘札幌で見つけた道産子アイドル デビュー 浜辺美月(2019年9月23日、Rainbow eyes)※『渡辺美月』名義

## 出演

### 舞台
- 下克上 春の陣（2023年3月26日、東京・SM Bar Mirage）受け手[15]

### テレビドラマ
- NHKスペシャル シリーズ“宗教2世”「神の子はつぶやく」（2023年11月3日、NHK総合）[16]